# Triade (retorik)
 Der er for få eller ingen kildehenvisninger i denne artikel, hvilket er et problem. Du kan hjælpe ved at angive troværdige kilder til de påstande, som fremføres i artiklen.

 For alternative betydninger, se Triade. (Se også artikler, som begynder med Triade)
En triade (gr. trias, triados tretal, trehed) er et sprogligt virkemiddel, hvor en del af en sætning gentages 3 gange. Dette er med til at cementere et budskab og- eller skabe rytme.